# Olympische Sommerspiele 2024/Golf
Bei den Olympischen Spielen 2024 in Paris wurden vom 1. bis zum 10. August zwei Wettbewerbe im Golf ausgetragen, je einer für Frauen und Männer in der Zählspielweise. Am Turnier nahmen bei den Frauen und Männern jeweils 60 Athleten teil. Austragungsort war Le Golf National in Guyancourt.

## Zeitplan
| Wettbewerbe und Zeitplan Golf | Wettbewerbe und Zeitplan Golf | Wettbewerbe und Zeitplan Golf | Wettbewerbe und Zeitplan Golf | Wettbewerbe und Zeitplan Golf | Wettbewerbe und Zeitplan Golf | Wettbewerbe und Zeitplan Golf | Wettbewerbe und Zeitplan Golf | Wettbewerbe und Zeitplan Golf | Wettbewerbe und Zeitplan Golf | Wettbewerbe und Zeitplan Golf |
| Wettbewerbe                   | August 2024                   | August 2024                   | August 2024                   | August 2024                   | August 2024                   | August 2024                   | August 2024                   | August 2024                   | August 2024                   | August 2024                   |
| Wettbewerbe                   | 1.                            | 2.                            | 3.                            | 4.                            | 5.                            | 6.                            | 7.                            | 8.                            | 9.                            | 10.                           |
| ----------------------------- | ----------------------------- | ----------------------------- | ----------------------------- | ----------------------------- | ----------------------------- | ----------------------------- | ----------------------------- | ----------------------------- | ----------------------------- | ----------------------------- |
| Männer                        |                               |                               |                               |                               |                               |                               |                               |                               |                               |                               |
| Frauen                        |                               |                               |                               |                               |                               |                               |                               |                               |                               |                               |
| Entscheidungen                | 0                             | 0                             | 0                             | 1                             | 0                             | 0                             | 0                             | 0                             | 0                             | 1                             |

|  | Qualifikation |  | Medaillenentscheidung |

## Bilanz

### Medaillenspiegel
| Platz  | Land               | Gold | Silber | Bronze | Gesamt |
| ------ | ------------------ | ---- | ------ | ------ | ------ |
| 1      | Neuseeland         | 1    | –      | –      | 1      |
| 1      | Vereinigte Staaten | 1    | –      | –      | 1      |
| 3      | Deutschland        | –    | 1      | –      | 1      |
| 3      | Großbritannien     | –    | 1      | –      | 1      |
| 5      | China              | –    | –      | 1      | 1      |
| 5      | Japan              | –    | –      | 1      | 1      |
| Gesamt | Gesamt             | 2    | 2      | 2      | 6      |

### Medaillengewinner
| Disziplin | Gold                    | Silber                 | Bronze                 |
| --------- | ----------------------- | ---------------------- | ---------------------- |
| Männer    | Scottie Scheffler (USA) | Tommy Fleetwood (GBR)  | Hideki Matsuyama (JPN) |
| Frauen    | Lydia Ko (NZL)          | Esther Henseleit (GER) | Lin Xiyu (CHN)         |

## Ergebnisse

### Männer
| Platz | Athlet            | Nation             | R1 | R2 | R3 | R4 | Total | Par 72 |
| ----- | ----------------- | ------------------ | -- | -- | -- | -- | ----- | ------ |
| 1     | Scottie Scheffler | Vereinigte Staaten | 67 | 69 | 67 | 62 | 265   | −19    |
| 2     | Tommy Fleetwood   | Großbritannien     | 67 | 64 | 69 | 66 | 266   | −18    |
| 3     | Hideki Matsuyama  | Japan              | 63 | 68 | 71 | 65 | 267   | −17    |
| 4     | Victor Pérez      | Frankreich         | 70 | 67 | 68 | 63 | 268   | −16    |
| 5     | Rory McIlroy      | Irland             | 68 | 69 | 66 | 66 | 269   | −15    |
| 5     | Jon Rahm          | Spanien            | 67 | 66 | 66 | 70 | 269   | −15    |
| 7     | Nicolai Højgaard  | Dänemark           | 70 | 70 | 62 | 68 | 270   | −14    |
| 8     | Tom Kim           | Südkorea           | 66 | 68 | 69 | 68 | 271   | −13    |

Datum: 1. bis 4. August 2024

### Frauen
| Platz | Athletin           | Nation             | R1 | R2 | R3 | R4 | Total | Par 72 |
| ----- | ------------------ | ------------------ | -- | -- | -- | -- | ----- | ------ |
| 1     | Lydia Ko           | Neuseeland         | 72 | 67 | 68 | 71 | 278   | −10    |
| 2     | Esther Henseleit   | Deutschland        | 72 | 73 | 69 | 66 | 280   | −8     |
| 3     | Lin Xiyu           | China              | 71 | 70 | 71 | 69 | 281   | −7     |
| 4     | Bianca Pagdanganan | Philippinen        | 72 | 69 | 73 | 68 | 282   | −6     |
| 4     | Hannah Green       | Australien         | 77 | 70 | 66 | 69 | 282   | −6     |
| 4     | Amy Yang           | Südkorea           | 72 | 71 | 70 | 69 | 282   | −6     |
| 4     | Miyū Yamashita     | Japan              | 71 | 70 | 68 | 73 | 282   | −6     |
| 8     | Hsu Wei-ling       | Chinesisch Taipeh  | 74 | 69 | 72 | 68 | 283   | −5     |
| 8     | Rose Zhang         | Vereinigte Staaten | 72 | 70 | 67 | 74 | 283   | −5     |

Datum: 7. bis 10. August 2024

## Qualifikation
| Nation             | Männer | Frauen | Athleten |
| ------------------ | ------ | ------ | -------- |
| Argentinien        | 2      |        | 2        |
| Australien         | 2      | 2      | 4        |
| Belgien            | 2      | 1      | 3        |
| Chile              | 2      |        | 2        |
| China              | 2      | 2      | 4        |
| Chinesisch Taipeh  | 2      | 2      | 4        |
| Dänemark           | 2      | 2      | 4        |
| Deutschland        | 2      | 2      | 4        |
| Finnland           | 2      | 2      | 4        |
| Frankreich         | 2      | 2      | 4        |
| Großbritannien     | 2      | 2      | 4        |
| Indien             | 2      | 2      | 4        |
| Irland             | 2      | 2      | 4        |
| Italien            | 2      | 1      | 3        |
| Japan              | 2      | 2      | 4        |
| Kanada             | 2      | 2      | 4        |
| Kolumbien          | 2      | 1      | 3        |
| Malaysia           | 1      | 1      | 2        |
| Marokko            |        | 1      | 1        |
| Mexiko             | 2      | 2      | 4        |
| Neuseeland         | 2      | 1      | 3        |
| Niederlande        |        | 1      | 1        |
| Norwegen           | 2      | 2      | 4        |
| Österreich         | 1      | 2      | 3        |
| Paraguay           | 1      |        | 1        |
| Philippinen        |        | 2      | 2        |
| Polen              | 1      |        | 1        |
| Puerto Rico        | 1      |        | 1        |
| Schweden           | 2      | 2      | 4        |
| Schweiz            | 1      | 2      | 3        |
| Singapur           |        | 1      | 1        |
| Slowenien          |        | 2      | 2        |
| Spanien            | 2      | 2      | 4        |
| Südafrika          | 2      | 2      | 4        |
| Südkorea           | 2      | 3      | 5        |
| Thailand           | 2      | 2      | 4        |
| Tschechien         |        | 2      | 2        |
| Vereinigte Staaten | 4      | 3      | 7        |
| Gesamt: 38 NOKs    | 60     | 60     | 120      |